# Zhang Wei (basket-ball)
Pour les articles homonymes, voir Zhang.
Dans ce nom chinois, le nom de famille, Zhang, précède le nom personnel.
Zhang Wei (en chinois : 张伟), née le 12 février 1986 à Chaoyang (Liaoning), est une joueuse chinoise de basket-ball. Elle est la sœur jumelle de Zhang Yu.
Aux Jeux olympiques de 2008, à Pékin, elle fait partie de l'Équipe de Chine de basket-ball féminin qui obtient la quatrième place de la compétition.